# Casa de Wettin

Stema Casei de Wettin

Casa de Wettin, având o istorie de peste 1000 de ani, este una dintre cele mai vechi familii nobiliare germane menționată în documente și importantă pentru istoria regională a statelor federale Saxonia, Turingia, Saxonia-Anhalt și Bavaria. Numele dinastiei provine de la Cetatea Wettin situată lângă Halle.
Încă din Evul Mediu membrii familiei au fost margrafi de Meissen, landgrafi de Turingia, duci și principi electori de Saxonia. În 1485 odată cu „Divizarea de la Leipzig” au apărut două linii principale ale familiei: Linia Ernestină care a stăpânit în principal Turingia de astăzi și Linia Albertină care a stăpânit în principal Saxonia de astăzi. 
Albertinii au primit demnitatea regală saxonă în 1806. Ultimul rege din Linia Albertină, Frederic August al III-lea, a abdicat în 1918 după Revoluția germană din noiembrie. Până în același an Ernestinii au domnit în ducatele Saxa-Weimar-Eisenach, Saxa-Altenburg, Saxa-Coburg-Gotha și Saxa-Meiningen. Până în epoca modernă mulți monarhi ai Saxoniei, Poloniei, Belgiei, Portugaliei, Bulgariei și Marii Britanii au avut ca origine Casa de Wettin. Actualii monarhi care au ca origine Linia Ernestină sunt regina britanică Elisabeta a II-a și Filip, regele Belgiei.

## Origine
Originile Casei de Wettin pot fi urmărite începând din a doua jumătate a secolului al X-lea. După Casa Welfilor și Casa lui Reginar, aceasta este singura familie nobiliară germană veche care a fost menționată înainte de sfârșitul primului mileniu. Celelalte mari dinastii de mai târziu, ca de exemplu Hohenzollern, Habsburg, Wittelsbach, Ascania, Oldenburg, Mecklenburg și Zähringer, apar în izvoarele scrise abia după anul 1000.
Primul membru al Casei de Wettin menționat în documente este contele Dedi I (în latină Daedi comes; n.c. 960 – d. 13 noiembrie 1009), despre care cronicarul Thietmar de Merseburg afirmă că a fost fiul unui anume Dietrich (în latinăThiedrico). Cei doi ar fi aparținut neamului unui anumit Buzici a cărui legătură genealogică cu familiile nobiliare sorabe (din Marca sorabă) este neclară. Acest Buzici – învins, plătitor de tribut și aservit unui stăpân – probabil nu a fost considerat demn de a fi menționat. Se presupune că Dedi I ar fi fost în tinerețe vasalul contelui Rikdag de Meissen (d. 985), o rudă a sa pe linie paternă din Marca sorabă (Limes Sorabicus).

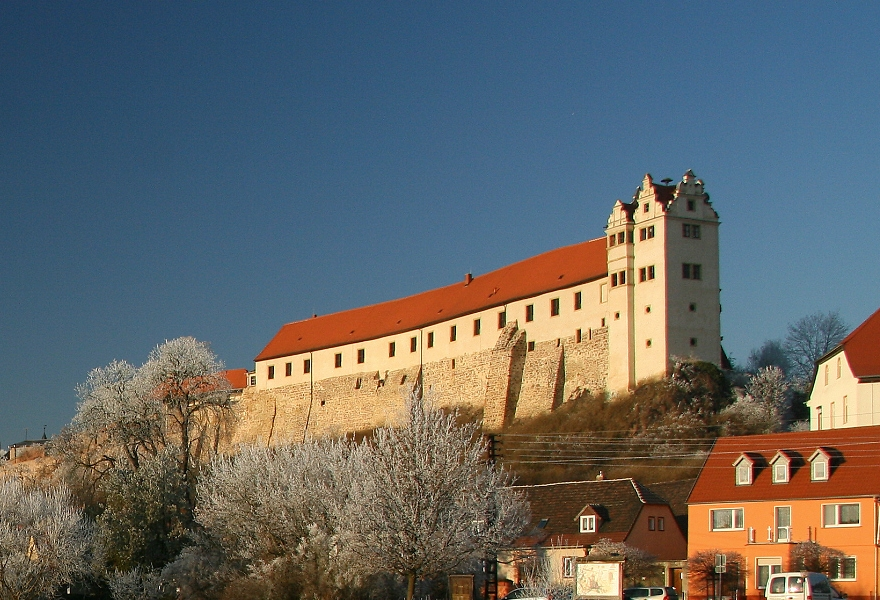
Cetatea Wettin

În literatura de specialitate au fost făcute diverse presupuneri privind originea lui Dietrich și a lui Dedi. O viziune cuprinsă în disertația lui Friedrich Kurz din 1886, ale cărui idei au fost adoptate de Otto Posse în genealogia Casei de Wettin din 1897, leagă numele Buzici de un anume Buco sau Buzo, despre care se spune că este o formă scurtă a numelui Burchard, identificându-l pe Buzici cu Burchard, susținător al carolingienilor încă de la Carol cel Mare. 
Un al doilea punct de vedere asupra originii Casei de Wettin, prezentat de Reinhard Wenskus și Ștefan Pätzold, îi leagă pe Buzici de porecla Burchard și îl consideră pe Dietrich un fiu al ducelui Burchard al III-lea (d. 973) din familia Burcharding, care după anul 926 a petrecut ceva timp în Saxonia și că provenea dintr-o primă căsătorie neînregistrată cu Wieltrud din familia Immeding. În sprijinul acestei teorii a originii Buzicilor, în prefața la Sachsenspiegel (apărută în secolul al XIII-lea) se afirmă că familia Wettin are ca origine familiile francilor. 
O a treia teorie a originii Casei de Wettin, cuprinsă în Lexikon des Mittelalters (Lexiconul Evului Mediu) îl consideră pe Dietrich ca fiind fiul contelui Volkmar de Harzgau (numit Folcmar în jurul anului 945). Această teorie se bazează pe faptul că Rikdag de Meissen, ruda sa pe linie paternă, este considerat a fi descendentul conților de Harzgau, a căror existență poate fi urmărită până în secolul al IX-lea. 

## Istorie timpurie
Feuda Wettin din Gau Nudzici este menționată pentru prima dată în iulie 961 într-un document emis de regele Otto I care stabilea printre altele, că zeciuiala datorată bisericii de feuda Wettin urma să fie plătită mănăstirii Sf. Moritz din Magdeburg. La scurt timp după aceasta, feuda Wettin a aparținut contelui Rikdag de Meissen, în slujba căruia s-a aflat Dedi I, înrudit cu el pe linie paternă (agnatic). Se pare el că primise această feudă de la margraf ca un alodiu, care de atunci înainte a aparținut familiei. Cu toate acestea, reședința ancestrală a primilor Wettini a fost inițial Castelul Eilenburg pe care Dedi al II-lea l-a moștenit de la tatăl său Dietrich al II-lea. Ramura Eilenburg a familiei a dobândit mai târziu margrafiatul de Meissen, dar aceasta s-a stins pe linie masculină în 1123.
Un fiu mai mic al lui Dietrich al II-lea a fost Thimo de Wettin, care a moștenit Castelul Wettin de la tatăl său, împreună cu alte domenii ale familiei. Toate generațiile ulterioare ale familiei Wettin au fost descins din acesta, iar castelul care i-a dat numele i-a servit aparent drept reședință ancestrală preferată. Thimo a fost primul din familia sa numit „Conte de Wettin” în cronicile contemporane. Derivat de la numele acestui castel ancestral, urmașii și de asemenea strămoșii lui Thimo, au fost numiți „Wettin”, nume care a fost adoptat cel mai târziu în secolul al XIII-lea și folosit pentru această familie, după cum dovedește genealogia primilor Wettini, Genealogica Wettinensis, creată la acel moment.

## Ascensiune și divizări
Familia Wettin s-a impus printre principalele dinastii germane începând cu Conrad cel Mare. Acesta a preluat margrafiatul de Meissen, după disputa pentru putere cu Wiprecht de Groitzsch, în care a beneficiat de sprijinul ducelui saxon Lothar de Süpplingenburg, alături de care ulterior a fost acuzat de împăratul Henric al V-lea în 1125.

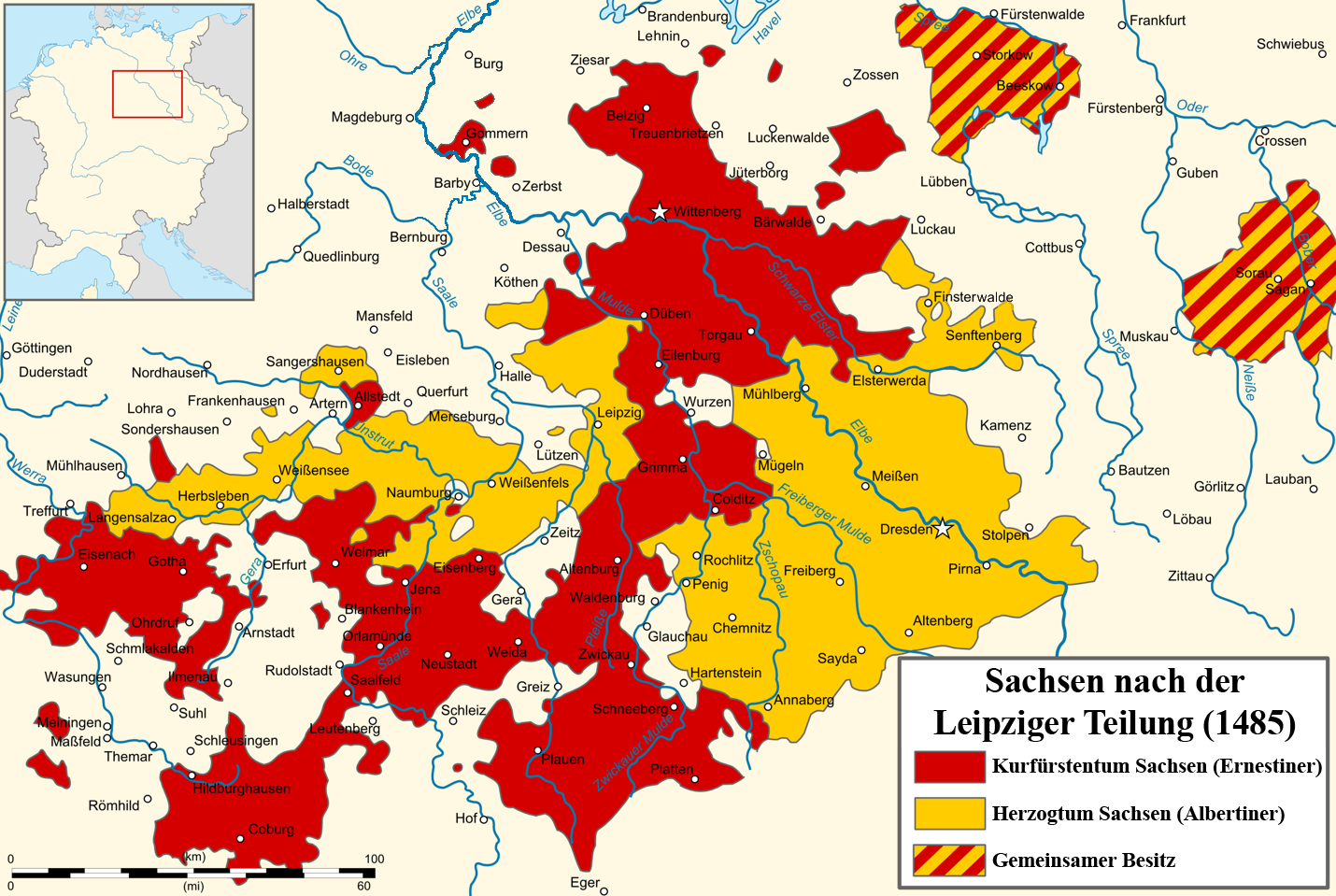
Harta din 1485 după divizarea de la Leipzig

De atunci familia de Wettin nu a renunțat niciodată la Marca de Meissen care a reprezentat punctul de plecare al expansiunii ei în regiunea Turingia. Castelul Wettin a fost moștenit de conții de Brehna (din familia Wettin) după ce linia conților de Wettin s-a stins în 1217. (Comitatul Brehna se afla între Marca de Meissen și ducatul Saxonia-Wittenberg.) Otto al IV-lea de Brehna a vândut pe 14 noiembrie 1288 arhiepiscopului de Magdeburg comitatul Wettin care apoi a devenit dieceză.
Otto al II-lea (d. 1190), fiul lui Conrad cel Mare, a primit margrafiatul de Meissen. Fratele său Dietrich al II-lea a primit Marca de Luzacia care a devenit Margrafiatul de Landsberg luând numele castelului unde se afla reședința.
În secolul al XIII-lea margraful Henric al III-lea de Meissen (supranumit „cel Ilustru”), ieșind învingător din Războiul de Succesiune a Turingiei, a reușit să obțină Landgrafiatul Turingiei pentru dinastia sa. Frederic I de Meissen (supranumit „cel Mușcat”) și fratele său, Dietrich al III-lea de Luzacia (Diezmann), au reușit să apere cu succes posesiunile Casei de Wettin împotriva regelui Albert I de Habsburg în Bătălia de la Lucka din 31 mai 1307.
Frederic I al Saxoniei (supranumit cel Războnic) a primit ducatul de Saxa-Wittenberg și comitatul Brehna în 1423. Prin transferul ducatului de Saxa-Wittenberg către margraful de Meissen, familia Wettin s-a plasat printre principii electori germani datorită demnității electorale saxone asociate ducatului. 
Așa cum era obiceiul în alte case nobiliare germane, cei din Casa de Wettin împărțeau deseori posesiunile între fii și frați, ceea ce ducea la disensiuni familiale. După moartea lui Frederic al IV-lea al Turingiei, dezacordurile dintre nepoții săi din Saxonia, Frederic al II-lea și Wilhelm al III-lea, au dus la ceea ce s-a numit „Divizarea de la Altenburg”. În ciuda „Declarației de putere de la Halle” din 1445, conflictul a escaladat până la războiul fratricid din Saxonia.

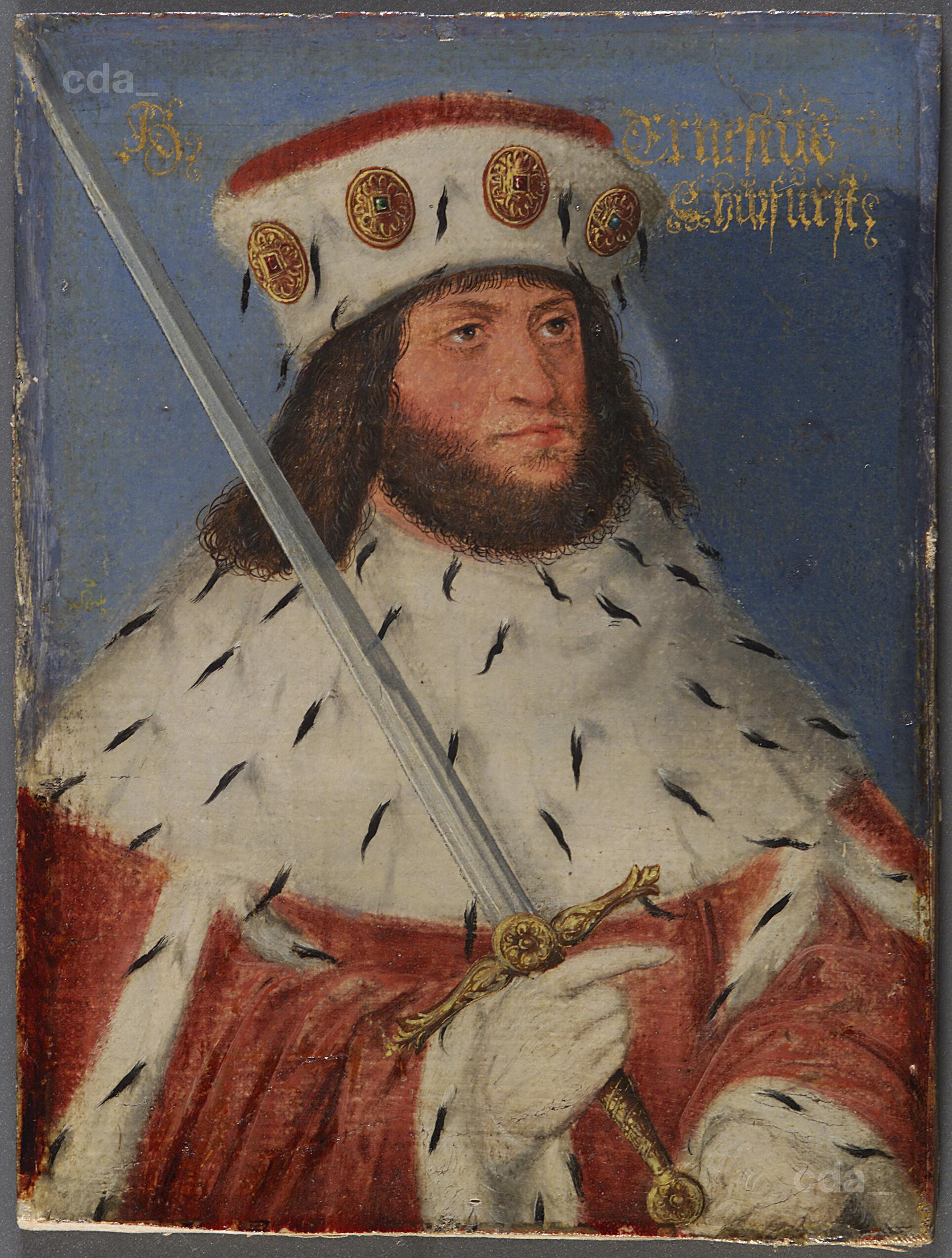
Ernest, Principe elector al Saxoniei (1441–1486)

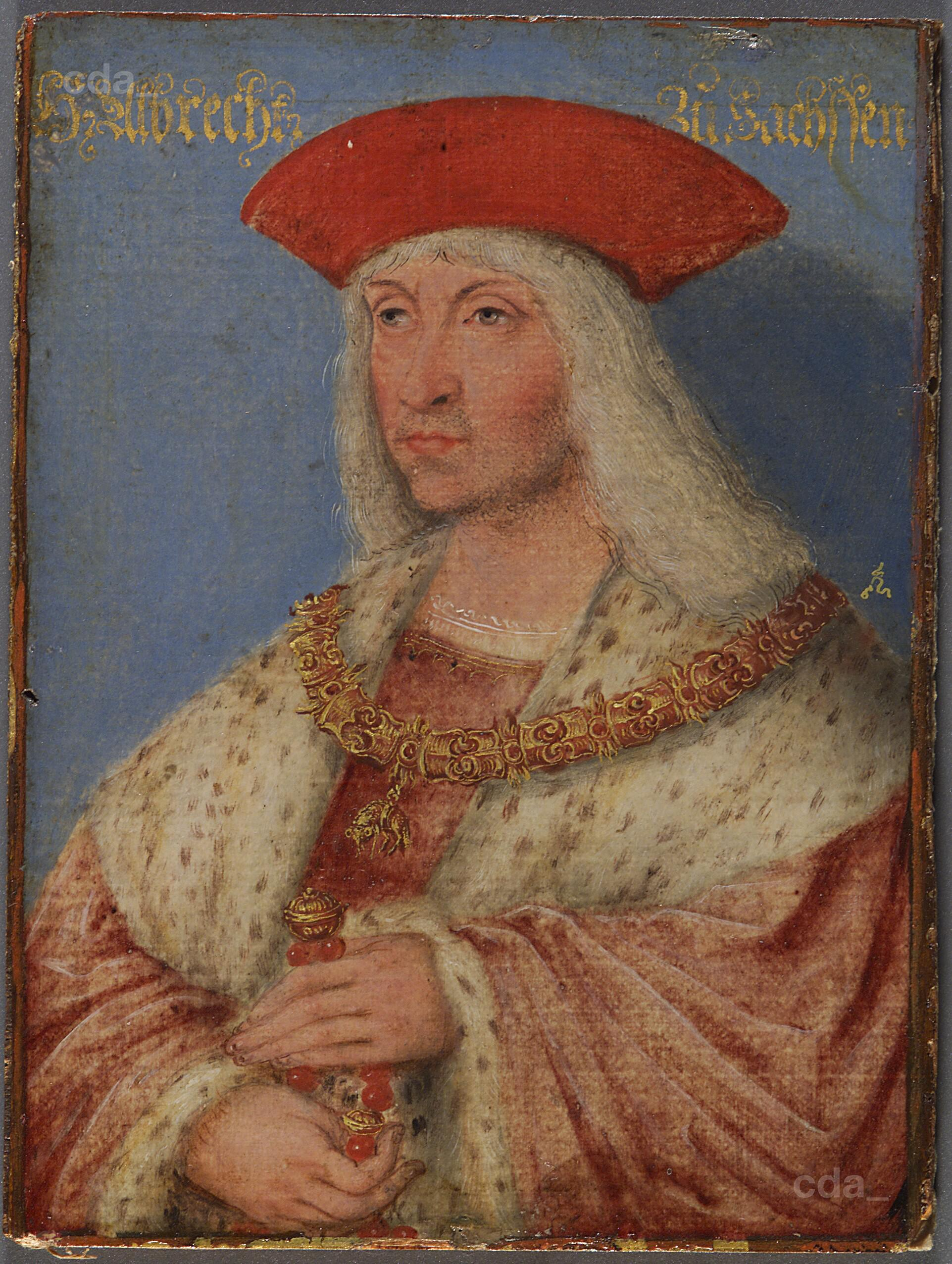
Albert, Duce al Saxoniei (1443–1500)

În 1485 familia s-a separat în două linii atunci când fiii lui Frederic al II-lea al Saxoniei, au împărțit teritoriile conduse până atunci în comun. Fiul cel mare, Ernest, care i-a succedat tatălui său în calitate de principe elector, a primit teritoriile atribuite principelui elector al Saxoniei și Turingia, în timp ce fratele său mai mic, Albert, a primit Marca de Meissen, cu reședința la Dresda. Deoarece Albert a folosit titlul de „Duce de Saxonia”, posesiunile sale erau cunoscute și sub numele de Saxonia Ducală.

### Linia Ernestină
Linia Ernestină (descendenții fratelui mai mare, Ernest) a predominat până în 1547 și a jucat un rol important la începuturile Reformei Protestante. Frederic al III-lea al Saxoniei (supranumit cel Înțelept) i-a adus pe Martin Luther (1512) și pe Philipp Melanchthon (1518) la Universitatea din Wittenberg pe care o fondase în 1502.
Predominanța Liniei Ernestine s-a încheiat cu războiul dus de protestanții din Liga de la Schmalkalden împotriva împăratului Carol al V-lea (1546 – 1547). Deși ea însăși luterană, Linia Albertină s-a aflat de partea împăratului. După bătălia de la Mühlberg, Ioan Frederic al Saxoniei a trebuit să cedeze teritoriul saxon (inclusiv Wittenberg) și funcția electorală, vărului său Moritz, supunându-se astfel dorinței lui Carol al V-lea. Deși se afla în captivitate, Ioan Frederic a plănuit fondarea unei noi universități (Höhere Landesschule) care a fost înființată la Jena de cei trei fii ai săi la 19 martie 1548. Pe 15 august 1557 împăratul Ferdinand I i-a acordat instituției statutul de universitate.
Linia Ernestină a fost apoi limitată la Turingia, iar unitatea ei dinastică s-a prăbușit rapid, împărțindu-se în câteva state mai mici (ducatele Ernestine). Cu toate acestea, odată cu Ernest cel Pios, duce de Saxa-Gotha (1601–1675), a apărut un conducător modern important, care a sprijinit educația poporului său și a îmbunătățit administrația. În secolul al XVIII-lea la curtea lui Carol August, duce de Saxa-Weimar-Eisenach, a apărut ceea ce urma să fie cunoscut sub numele de „Clasicismul Weimar”, mai ales prin atragerea lui Johann Wolfgang von Goethe la Weimar.
Abia în secolul al XIX-lea una dintre numeroasele ramuri Ernestine, Casa de Saxa-Coburg și Gotha și-a recăpătat importanța prin căsătorii care au avut ca urmare urcarea unor membrii ai familiei pe tronurile Belgiei (1831), Portugaliei (1853–1910), Bulgariei (1908–1946) și Regatului Unit (1901).

### Linia Albertină
Linia Albertină (descendenții fratelui mai tânăr, Albert) a menținut cea mai mare parte a integrității teritoriale a Saxoniei, păstrând-o ca putere semnificativă în regiune și folosind feude mici ca apanaje pentru ramurile cadete, dintre care puține au supraviețuit pentru perioade semnificative de timp. Pe de altă parte, ramurile Ernestine și-au subdivizat în mod repetat teritoriul, creând un mozaic complex de mici ducate și comitate în Turingia.
Albertinii au cârmuit ca principi electori (1547–1806) și regi ai Saxoniei (1806–1918) jucând, de asemenea, un rol important în istoria Poloniei - doi dintre ei au fost regi ai Poloniei (1697–1763) și un al treilea a condus Ducatul Varșoviei (1807–1814) în timpul lui Napoleon I. După războaiele napoleoniene Linia Albertină a pierdut aproximativ 40% din teritorii (în partea nordică mai puțin dezvoltată din punct de vedere economic a vechiului principat elector al Saxoniei) în favoarea Prusiei conform Actului final al Congresului de la Viena (Actul al IV-lea: Tratatul dintre Prusia și Saxonia din 18 mai 1815). Frederic August al III-lea al Saxoniei a pierdut tronul în timpul Revoluției Germane din 1918.

Blazonul Liniei Albertine (1806–1918)

Rolul de actual conducător al „Casei de Saxonia” (Linia Albertină) este revendicat de strănepotul lui Frederic August al III-lea, prințul Rüdiger de Saxonia, duce de Saxonia și margraf de Meissen (n. 23 decembrie 1953). Poziția prințului Rüdiger este contestată de vărul său, Alexandru (născut în 1954), fiul lui Roberto Afif (Gessaphe după schimbarea ulterioară a numelui) și al prințesei Maria Anna de Saxonia, o soră a fostului șef al Liniei Albertinilor, Maria Emanuel, margraf de Meissen (d. 2012). Acesta nu a avut copii, dar care și-a adoptat nepotul și i-a acordat titlul de Prinț al Saxoniei, contrar regulilor descendenței masculine impuse de Legea salică. Ambii pretendenți ai poziției de conducător al familiei nu sunt însă recunoscuți de Arhiva Nobilimii din Marburg și nici de Conferința Fostelor Case Domnitoare din Germania – prințul Rüdiger pentru că tatăl său, Timo, fusese expulzat din Casa de Wettin, iar prințul Alexandru pentru că descendența sa nu este una agnatică (tatăl său, Roberto Afif, era libanez). În consecință, Linia Albertină a Casei de Wettin este considerată oficial de nobilimea germană ca fiind stinsă pe linia succesorală legală.